# Amy Hempel

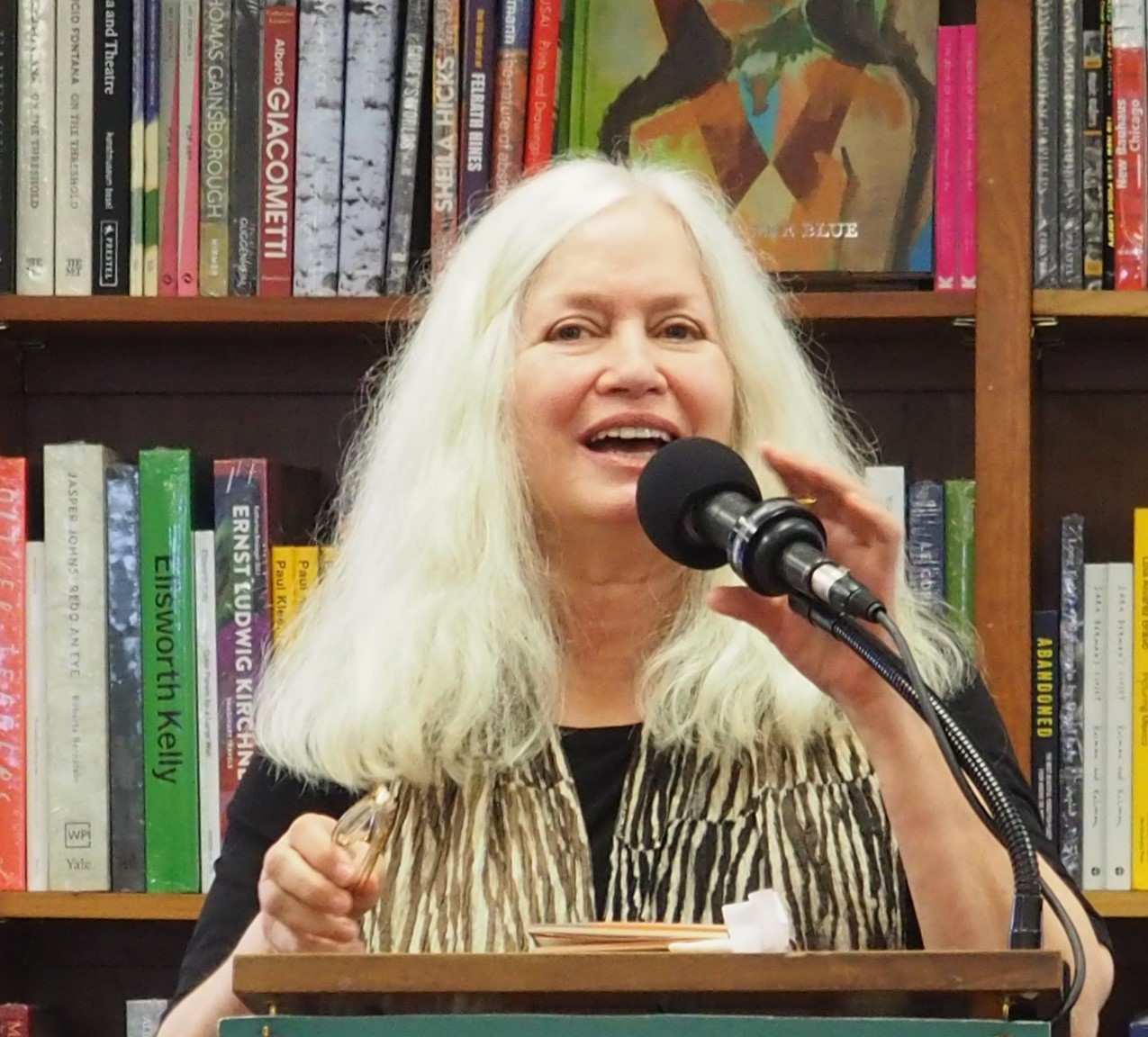
Amy Hempel, 2019

Amy Hempel (* 14. Dezember 1951 in Chicago, Illinois) ist eine US-amerikanische Schriftstellerin, Journalistin und Dozentin für kreatives Schreiben am Bennington College und an der University of Florida. Nach ihrem schriftstellerischen Durchbruch hat sie unter anderem in mehreren Zeitschriften veröffentlicht, darunter GQ, ELLE oder dem Playboy. Ihr erstes Buch Reasons to Live veröffentlichte sie 1985 mit Hilfe des Autors Gordon Lish, der sie in einem seiner Workshops für kreatives Schreiben entdeckte. Es folgte 1990 dann das erfolgreichere At the Gates of the Animal Kingdom, aus dem auch die berühmte Kurzgeschichte The Harvest (Übersetzung: Die Ernte) stammt.
Unter dem Pseudonym A. J. Rich veröffentlichte sie gemeinsam mit der Autorin Jill Cement 2015 den Psychothriller The hand that feeds you, der 2016 unter dem deutschen Titel Dein letzter Tag bei Blanvalet erschien.
Hempel gilt stilistisch als Minimalistin, ähnlich Raymond Carver oder Chuck Palahniuk. Letzterer lobte ihre Arbeit in folgender Weise:

“Every sentence isn’t just crafted, it’s tortured over. Every quote and joke, what Hempel tosses out comedian-style, is something funny or profound enough you’ll remember it for years. The same way, I sense, Hempel has remembered it, held on to it, saved it for a place where it could really shine. Scary jewelry metaphor, but her stories are studded and set with these compelling bits. Chocolate chip cookies with no bland “cookie” matrix, just nothing but chips and chopped walnuts.”

„Alle Sätze sind nicht nur ausgefeilt, sie sind auf Hochglanz poliert. Alle Zitate und Witze, die Hempel wie ein Comedian einstreut, sind so komisch oder tiefsinnig, dass man sie über Jahre nicht wieder vergessen kann. Genauso wie Hempel sie wohl im Gedächtnis behalten hat, daran festgehalten hat, sie aufgespart hat für einen Platz, an dem sie in vollem Glanz erstrahlen können. Eine gruselige Schmuck-Metapher, aber ihre Geschichten sind besetzt mit diesen unwiderstehlichen Highlights. Wie Schokoladenkekse, nur ohne diese überflüssige Keksmatrix, nichts als Schoko- und Walnußstückchen.“

2014 wurde sie mit der Aufnahme in die American Academy of Arts and Sciences geehrt. Seit 2017 ist sie Mitglied der American Academy of Arts and Letters.

## Bibliographie
- Reasons to Live (1985)
  - deutsch: Was uns treibt. Erzählungen. Übersetzung Stefan Mensch. Luxbooks Verlag, Wiesbaden 2015, ISBN 978-3-945550-06-9.
- At the Gates of the Animal Kingdom (1990)
  - deutsch: Die Ernte. Erzählungen. Deutsch von Jakob Jung. Luxbooks Verlag, Wiesbaden 2013, ISBN 978-3-939557-72-2.
- Unleashed (1995)
- Tumble Home (1997)
- The Dog of the Marriage (2005)
- The Collected Stories (2006)
- The hand that feeds you (2015) zusammen mit Jill Cement unter dem Pseudonym A. J. Rich
  - deutsch: Dein letzter Tag. Psychothriller. Übersetzt von Bernd Starthaus, Blanvalet, München 2016, ISBN 978-3-7341-0267-7.
- Sing to it. New Stories (2019)
  - deutsch: Sing. Neue Stories. Aus dem Amerikanischen von Annette Kühn und Christian Lux. Marix-Verlag, Wiesbaden 2020, ISBN 978-3-7374-1129-5 (Buchvorschau bei Google Books).